# Beauregard-de-Terrasson
Pour les articles homonymes, voir Beauregard et Terrasson.
Beauregard-de-Terrasson est une commune française située dans le département de la Dordogne, en région Nouvelle-Aquitaine.

## Géographie

### Généralités
La commune de Beauregard-de-Terrasson est située en limites du Périgord central et du Périgord noir, à l'est du département de la Dordogne. Elle est incluse dans l'unité urbaine du Lardin-Saint-Lazare.
En bordure de la route départementale (RD) 62, le village de Beauregard-de-Terrasson est situé, en distances orthodromiques, deux kilomètres au nord du Lardin-Saint-Lazare et cinq kilomètres et demi à l'ouest-nord-ouest de Terrasson-Lavilledieu.
À l'est, la commune est également desservie le long de la vallée de l'Elle par la RD 64. Au nord, l'autoroute A89 traverse le territoire communal sur environ trois kilomètres et demi, dont 355 mètres en souterrain par le tunnel de la Crête.

Représentations cartographiques de la commune
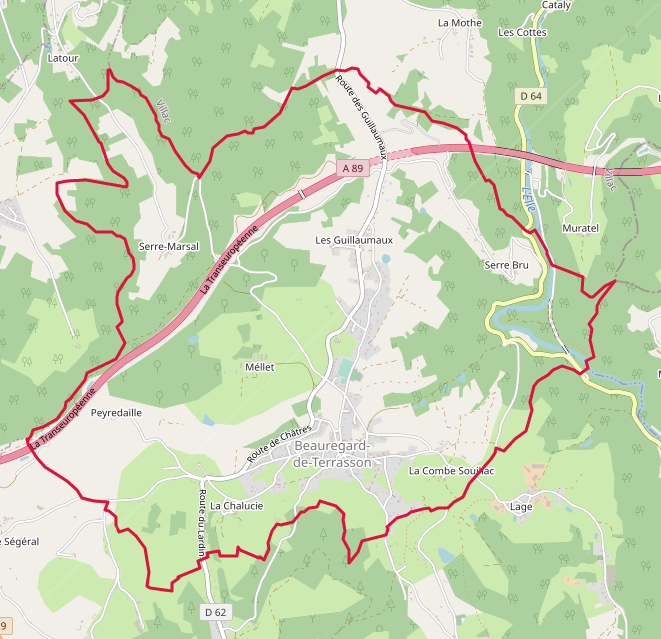
Carte OpenStreetMap.
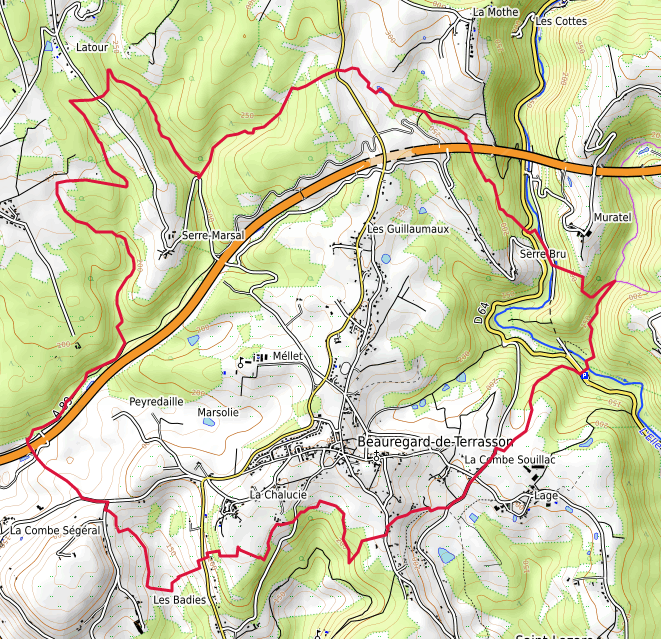
Carte topographique.

### Communes limitrophes
Beauregard-de-Terrasson est limitrophe de cinq autres communes, dont Cublac à l'est, par un quadripoint, dans le département de la Corrèze.
|           | Villac                  |                                         |
| Peyrignac | Beauregard-de-Terrasson | Cublac (Corrèze), Terrasson-Lavilledieu |
|           | Le Lardin-Saint-Lazare  |                                         |

### Géologie et relief

#### Géologie
Situé sur la plaque nord du Bassin aquitain et bordé à son extrémité nord-est par une frange du Massif central, le département de la Dordogne présente une grande diversité géologique. Les terrains sont disposés en profondeur en strates régulières, témoins d'une sédimentation sur cette ancienne plate-forme marine. Le département peut ainsi être découpé sur le plan géologique en quatre gradins différenciés selon leur âge géologique. Beauregard-de-Terrasson est dans le gradin extrême nord-est que constitue le dernier contrefort du Massif central, avec des roches cristallines formées à l’ère primaire, antérieurement au Carbonifère.
Les couches affleurantes sur le territoire communal sont constituées de formations superficielles du Quaternaire, de roches sédimentaires  datant pour certaines du Cénozoïque, et pour d'autres du Mésozoïque et du Paléozoïque. La formation la plus ancienne, notée tfρ3, est constituée de grès de Thiviers et d'ardoises d'Allassac, des métatufs rhyodacitiques à chlorite et métagrauwackes, séricitoschistes intercalés (Cambrien moyen à supérieur). La formation la plus récente, notée CFvs, fait partie des formations superficielles de type colluvions carbonatées de vallons secs : sable limoneux à débris calcaires et argile sableuse à débris. Le descriptif de ces couches est détaillé dans  la feuille « no 784 - Terrasson » de la carte géologique au 1/50 000 de la France métropolitaine, et sa notice associée.

Carte géologique de Beauregard-de-Terrasson.

#### Relief et paysages

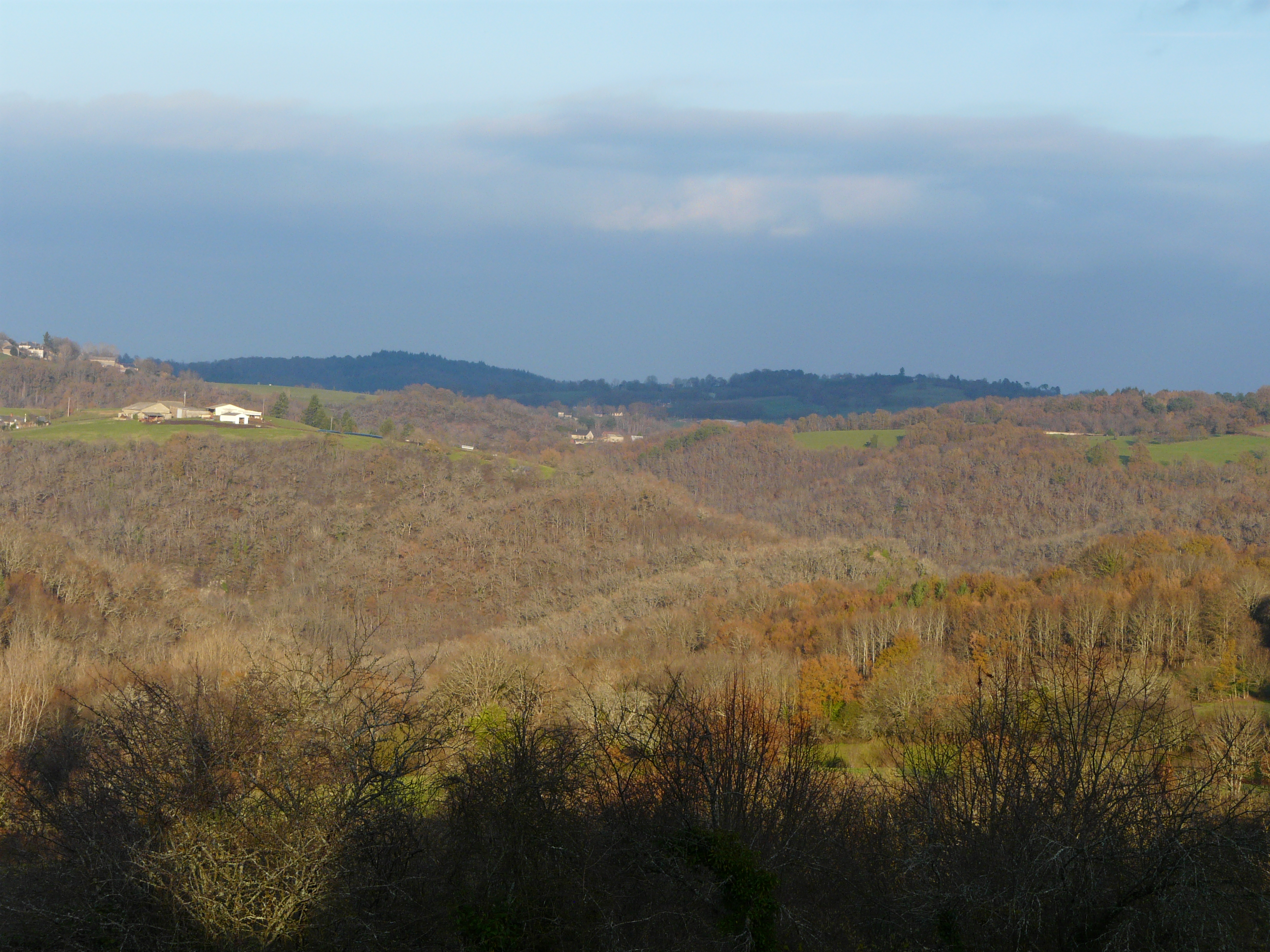
Vue vers le nord-est depuis le village de Beauregard-de-Terrasson.

Le département de la Dordogne se présente comme un vaste plateau incliné du nord-est (491 m, à la forêt de Vieillecour dans le Nontronnais, à Saint-Pierre-de-Frugie) au sud-ouest (2 m à Lamothe-Montravel). L'altitude du territoire communal varie quant à elle entre 112 m à l'est, au sud-est de lieu-dit Serre Bru, là ou l'Elle quitte la commune pour servir de limite entre celles de Terrasson-Lavilledieu et Le Lardin-Saint-Lazare, et 291 m à l'extrême nord du territoire communal, près du lieu-dit Renaufie,.
Dans le cadre de la Convention européenne du paysage entrée en vigueur en France le 1er juillet 2006, renforcée par la loi du 8 août 2016 pour la reconquête de la biodiversité, de la nature et des paysages, un atlas des paysages de la Dordogne a été élaboré sous maîtrise d’ouvrage de l’État et publié en octobre 2020. Les paysages du département s'organisent en huit unités paysagères et 14 sous-unités. La commune est dans l'unité paysagère des « Marges du bassin de Brive », qui correspond à la marge occidentale du bassin de Brive. Elle se caractérise par une succession d’amples vallées, déblayées dans les grès roses et les argiles rouges. Les altitudes s’échelonnent entre 350 et 150 m,.
La superficie cadastrale de la commune publiée par l'Insee, qui sert de référence dans toutes les statistiques, est de 7,97 km2,,. La superficie géographique, issue de la BD Topo, composante du Référentiel à grande échelle produit par l'IGN, est quant à elle de 8,25 km2.

### Hydrographie

#### Réseau hydrographique

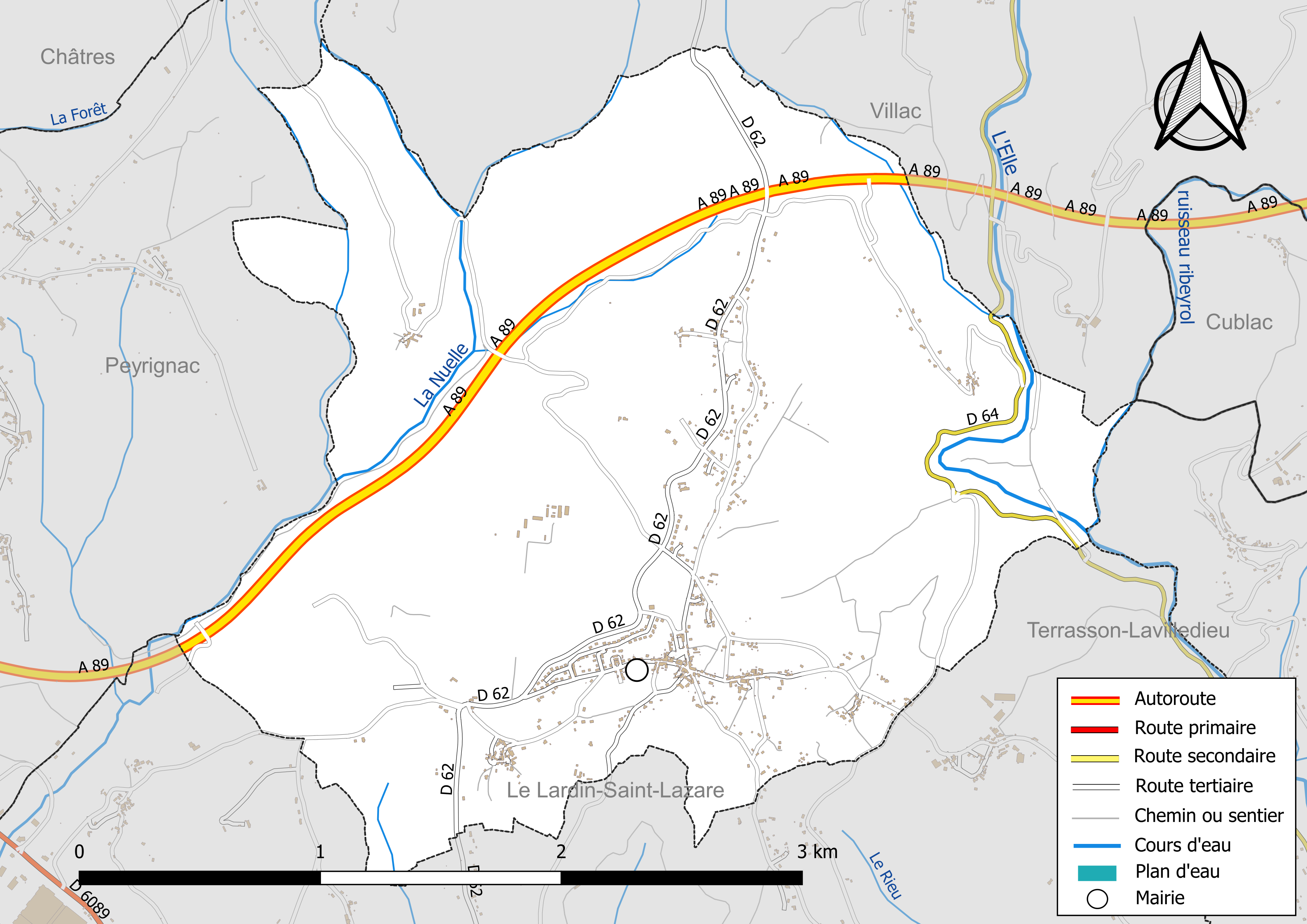
Réseaux hydrographique et routier de Beauregard-de-Terrasson.

La commune est située dans le bassin de la Dordogne au sein du Bassin Adour-Garonne. Elle est drainée par l'Elle, la Nuelle, le Ribeyrol et par divers petits cours d'eau, qui constituent un réseau hydrographique de 10 km de longueur totale,.
L'Elle, d'une longueur totale de 19,4 km, prend sa source en Corrèze dans la commune d'Ayen et se jette dans la Vézère en rive droite à Terrasson-Lavilledieu. Elle traverse l'est de la commune sur plus d'un kilomètre et demi et y reçoit son affluent de rive gauche le Ribeyrol qui sert de limite territoriale très ponctuellement, sur moins de 100 mètres avec Terrasson-Lavilledieu.
Affluent de rive gauche du Cern et sous-affluent de la Vézère, la Nuelle traverse le territoire communal du nord-ouest au sud-ouest sur plus de trois kilomètres dont près d'un kilomètre et demi, en deux tronçons, en limite de Villac et de Peyrignac.

#### Gestion et qualité des eaux
Le territoire communal est couvert par le schéma d'aménagement et de gestion des eaux (SAGE) « Vézère-Corrèze ». Ce document de planification, dont le territoire regroupe les bassins versants de la Vézère et de la Corrèze, d'une superficie de 3 730 km2 est en cours d'élaboration. La structure porteuse de l'élaboration et de la mise en œuvre est le conseil départemental de la Corrèze. Il définit sur son territoire les objectifs généraux d’utilisation, de mise en valeur et de protection quantitative et qualitative des ressources en eau superficielle et souterraine, en respect des objectifs de qualité définis dans le troisième SDAGE  du Bassin Adour-Garonne qui couvre la période 2022-2027, approuvé le 10 mars 2022.
La qualité des eaux de baignade et des cours d’eau peut être consultée sur un site dédié géré par les agences de l’eau et l’Agence française pour la biodiversité.

### Climat
Pour des articles plus généraux, voir Climat de la Nouvelle-Aquitaine et Climat de la Dordogne.
Historiquement, la commune est exposée à un climat océanique aquitain.
En 2020, Météo-France publie une typologie des climats de la France métropolitaine dans laquelle la commune est exposée à un climat océanique altéré et est dans la région climatique  Ouest et nord-ouest du Massif Central, caractérisée par une pluviométrie annuelle de 900 à 1 500 mm, maximale en automne et en hiver.
Pour la période 1971-2000, la température annuelle moyenne est de 12,4 °C, avec  une amplitude thermique annuelle de 14,9 °C. Le cumul annuel moyen de précipitations est de 1 008 mm, avec 12,3 jours de précipitations en janvier et 7,6 jours en juillet. Pour la période 1991-2020, la température moyenne annuelle observée sur la station météorologique la plus proche, située sur la commune de Thenon à 12 km à vol d'oiseau, est de 12,9 °C et le cumul annuel moyen de précipitations est de 907,1 mm,. Pour l'avenir, les paramètres climatiques de la commune estimés pour 2050 selon différents scénarios d’émission de gaz à effet de serre sont consultables sur un site dédié publié par Météo-France en novembre 2022.

## Urbanisme

### Typologie
Au 1er janvier 2024, Beauregard-de-Terrasson est catégorisée commune rurale à habitat dispersé, selon la nouvelle grille communale de densité à 7 niveaux définie par l'Insee en 2022.
Elle appartient à l'unité urbaine du Le Lardin-Saint-Lazare, une agglomération intra-départementale dont elle est une commune de la banlieue,. La commune est en outre hors attraction des villes,.

### Occupation des sols
L'occupation des sols de la commune, telle qu'elle ressort de la base de données européenne d’occupation biophysique des sols Corine Land Cover (CLC), est marquée par l'importance des territoires agricoles (57,5 % en 2018), en augmentation par rapport à 1990 (54,9 %). La répartition détaillée en 2018 est la suivante : 
zones agricoles hétérogènes (38,1 %), forêts (33,2 %), prairies (19,5 %), zones urbanisées (9,2 %). L'évolution de l’occupation des sols de la commune et de ses infrastructures peut être observée sur les différentes représentations cartographiques du territoire : la carte de Cassini (XVIIIe siècle), la carte d'état-major (1820-1866) et les cartes ou photos aériennes de l'IGN pour la période actuelle (1950 à aujourd'hui).

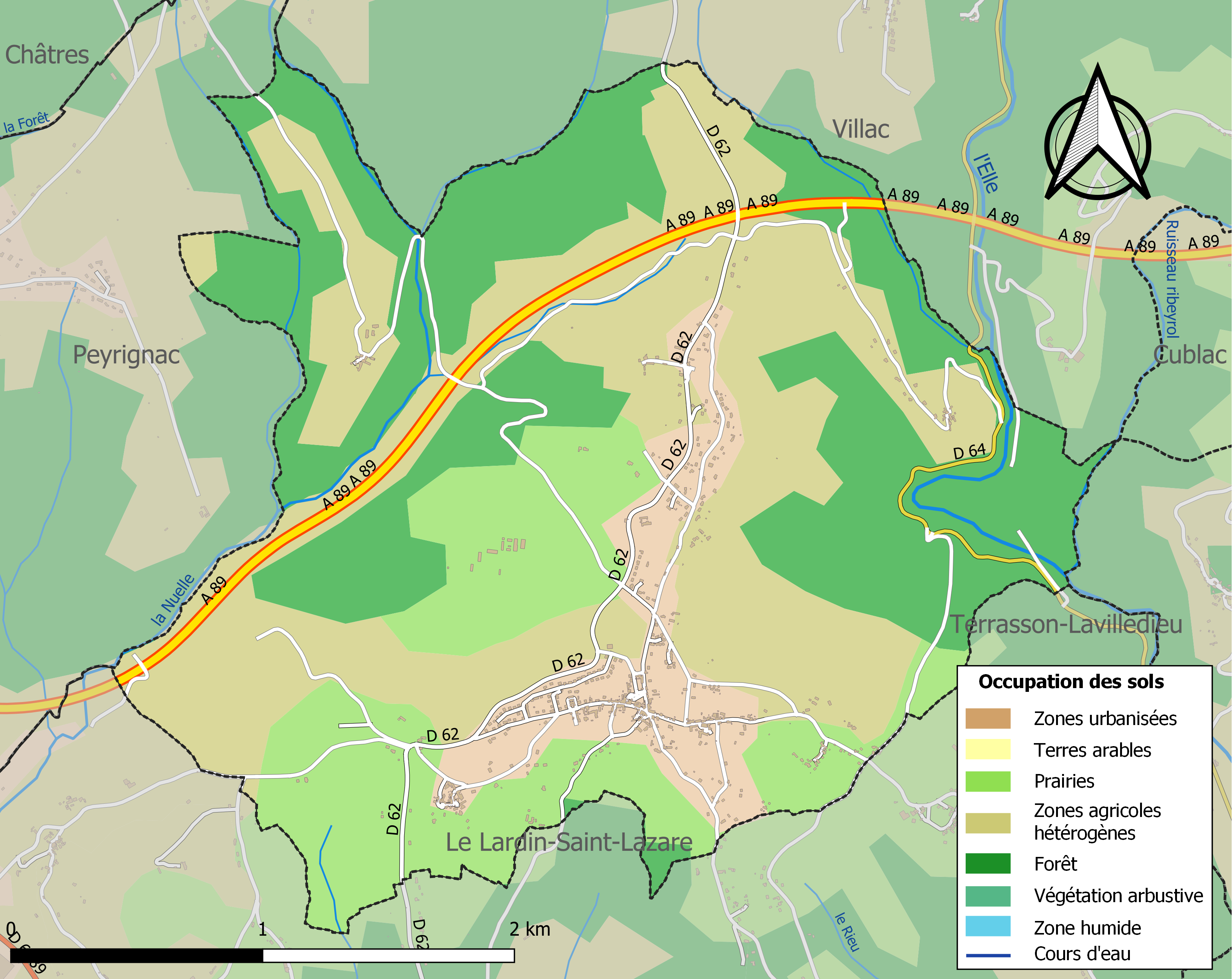
Carte des infrastructures et de l'occupation des sols de la commune en 2018 (CLC).

### Villages, hameaux et lieux-dits
Outre le bourg de Beauregard-de-Terrasson proprement dit, le territoire se compose d'autres villages ou hameaux, ainsi que de lieux-dits :
- Bancharel
- le Bois
- les Bois Verts
- Cafourche
- la Chabanne
- la Chalucie
- les Combarelles
- la Combe Souillac
- les Gannelets
- les Gannes
- la Geoffrenie
- les Grattes-Chats
- les Guillaumaux
- Marsoli
- Mellet
- Peuch de Cheyrat
- Peyredaille
- les Poucaux
- Renaufie
- les Rouverolles
- la Sautellerie
- Serre Bru
- Serre Marsal.

### Prévention des risques
Le territoire de la commune de Beauregard-de-Terrasson est vulnérable à différents aléas naturels : météorologiques (tempête, orage, neige, grand froid, canicule ou sécheresse), feux de forêts et séisme (sismicité très faible). Il est également exposé à un risque technologique, le transport de matières dangereuses. Un site publié par le BRGM permet d'évaluer simplement et rapidement les risques d'un bien localisé soit par son adresse soit par le numéro de sa parcelle.

#### Risques naturels
Beauregard-de-Terrasson est exposée au risque de feu de forêt. L’arrêté préfectoral du 14 mars 2013 fixe les conditions de pratique des incinérations et de brûlage dans un objectif de réduire le risque de départs d’incendie. À ce titre, des périodes sont déterminées : interdiction totale du 15 février au 15 mai et du 15 juin au 15 octobre, utilisation réglementée du 16 mai au 14 juin et du 16 octobre au 14 février. En septembre 2020, un plan inter-départemental de protection des forêts contre les incendies (PidPFCI) a été adopté pour la période 2019-2029,.

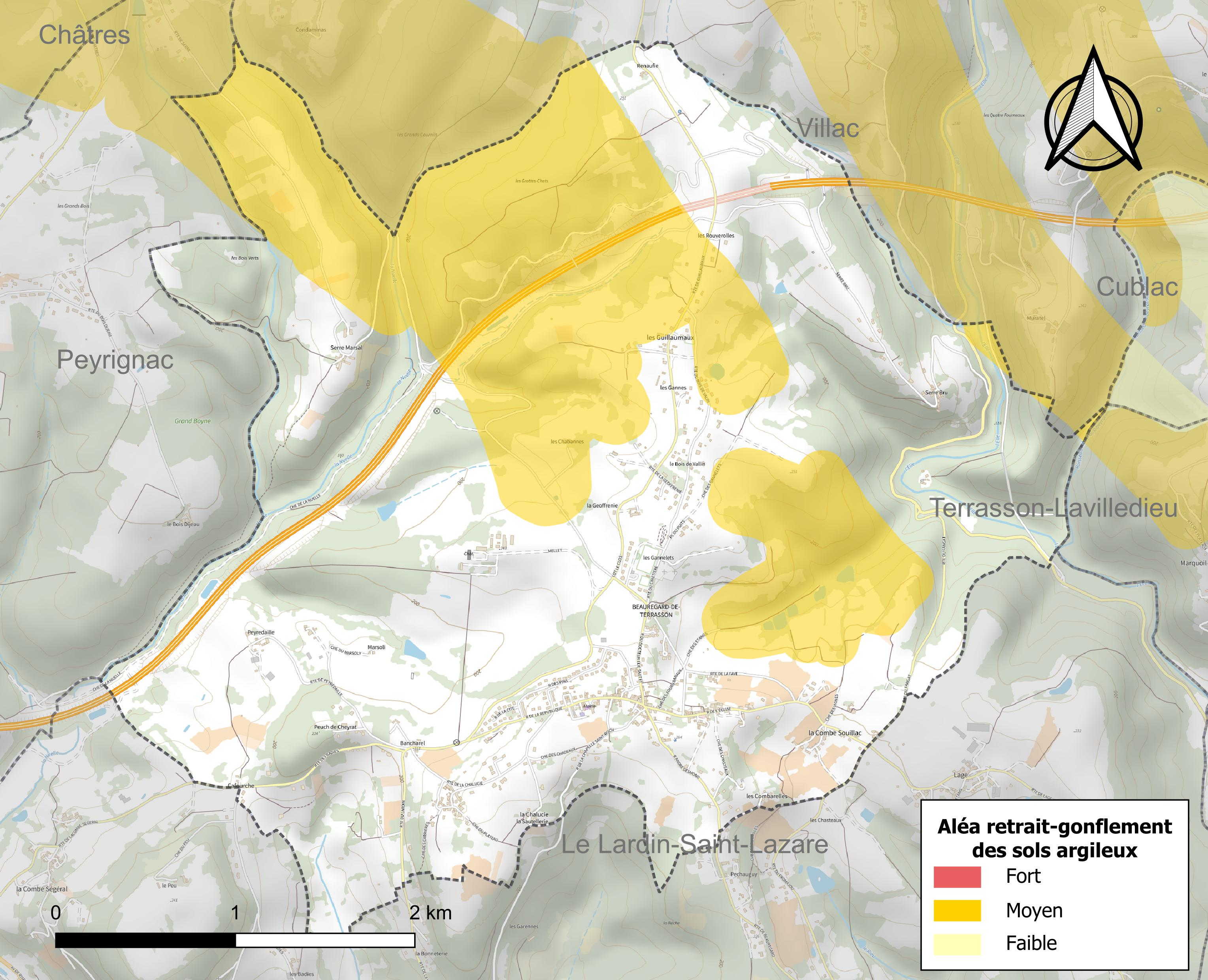
Carte des zones d'aléa retrait-gonflement des sols argileux de Beauregard-de-Terrasson.

Le retrait-gonflement des sols argileux est susceptible d'engendrer des dommages importants aux bâtiments en cas d’alternance de périodes de sécheresse et de pluie. 29,7 % de la superficie communale est en aléa moyen ou fort (58,6 % au niveau départemental et 48,5 % au niveau national métropolitain). Depuis le 1er octobre 2020, en application de la loi ÉLAN, différentes contraintes s'imposent aux vendeurs, maîtres d'ouvrages ou constructeurs de biens situés dans une zone classée en aléa moyen ou fort,.
La commune a été reconnue en état de catastrophe naturelle au titre des dommages causés par les inondations et coulées de boue survenues en 1982, 1983 et 1999, par la sécheresse en 1989, 1991, 2011, 2018 et 2020 et par des mouvements de terrain en 1999.

## Toponymie
Le nom de la localité est attesté sous les formes Bellus Regardus en 1346, Bel Regart et Bellus Respectus en 1359.
Le nom de la commune est la francisation de l'occitan bèl regart, correspondant à un lieu bien exposé, disposant d'une belle vue. La seconde partie du nom s'explique par la proximité de la ville de Terrasson.
En occitan, la commune porte le nom de Beuregard de Terrasson.

## Histoire

### Préhistoire
Le site de Badegoule,,,,,, est éponyme pour le Badegoulien.

### Moyen Âge
La première mention du village date de 1309. C'était une bastide fondée par le vicomte de Limoges.

### Temps modernes
Une branche de la maison d'Aubusson posséda Beauregard, avec Bersac, Saint-Lazare, Peyrignac, aliénés en 1486 par Alain d'Albret, comte de Périgord, à Gillet/Gilles d'Aubusson, sire de Villac, avant d'être assez vite rachetés ; cf. 1941, t. IV, p. 297-298 : « (Les deux Beauregard, aux d'Aubusson) : ... (Beauregard offre une) confusion avec un autre Beauregard (-Bassac), dont le château dominait la vallée de la Crempse. Guy d'Aubusson, souche de la branche de Villac, paraît être mort en 1470 ; son fils Gilles lui succéda. En 1486, Alain d'Albret, comte de Périgord, qui avait de pressants besoins d'argent, vendit à Gilles les bourgs et paroisses de Beauregard, Bersac, Saint-Lazare et Peyrignac ; mais, quelque temps après, Alain fut en mesure de racheter une partie de ces biens et il chargea le cardinal d'Albret de négocier  l'affaire ; Gilles ne conserva que Peyrignac ».
En 1793, l'ancienne commune de Bersac a fusionné et a intégré celle de Beauregard-de-Terrasson avant d'être rétablie en 1906.

### XXesiècle
La commune a servi de décor à la mini-série télévisée Des grives aux loups tournée en 1984 d'après le roman de Claude Michelet.

## Politique et administration

### Rattachements administratifs
La commune de Beauregard-de-Terrasson a, dès 1790, été rattachée au canton de la Bachellerie qui dépendait du district de Montignac jusqu'en 1795, date de suppression des districts. Lorsque ce canton est supprimé par la loi du 8 pluviôse an IX (28 janvier 1801)  portant sur la « réduction du nombre de justices de paix », la commune est rattachée au canton de Terrasson (devenu canton de Terrasson-la-Villedieu en 1963, puis renommé en canton de Terrasson-Lavilledieu en 1997) dépendant de l'arrondissement de Sarlat (devenu l'arrondissement de Sarlat-la-Canéda en 1965).

### Intercommunalité
Fin 2003, Beauregard-de-Terrasson intègre la communauté de communes du Terrassonnais. Celle-ci est dissoute au 31 décembre 2013 et remplacée au 1er janvier 2014 par la communauté de communes du Terrassonnais en Périgord noir Thenon Hautefort, renommée communauté de communes Terrassonnais Haut Périgord Noir en octobre 2021.

### Administration municipale
La population de la commune étant comprise entre 500 et 1 499 habitants au recensement de 2017, quinze conseillers municipaux ont été élus en 2020,.

### Liste des maires
| Période                                  | Période  | Identité            | Étiquette | Qualité    |
| ---------------------------------------- | -------- | ------------------- | --------- | ---------- |
| Les données manquantes sont à compléter. |          |                     |           |            |
| 1938                                     | 1940     | André Desmond       | SFIC      |            |
| 1944                                     | 1977     | André Desmond       | PCF       |            |
|                                          |          |                     |           |            |
| avant 1995                               | 1995     | Robert Bouissou     |           |            |
| 1995                                     | 2001     | Mireille Grandchamp |           |            |
| mars 2001 (réélu en mai 2020)            | En cours | Lionel Armaghanian  | SE        | Enseignant |

### Politique de développement durable
La commune a engagé une politique de développement durable en lançant une démarche d'Agenda 21 en 2011.

### Politique environnementale
Dans son palmarès 2024, le Conseil national de villes et villages fleuris de France a attribué deux fleurs à la commune.

## Équipements et services publics

### Justice
Dans le domaine judiciaire, Beauregard-de-Terrasson relève : 
- du tribunal judiciaire, du tribunal pour enfants, du conseil de prud'hommes et du tribunal de commerce de Périgueux ;
- du pôle Nationalité du tribunal judiciaire de Périgueux (compétent uniquement dans le domaine de la nationalité) ;
- de la cour d'appel, du tribunal administratif et de la  cour administrative d'appel de Bordeaux.

## Population et société

### Démographie
Les habitants de Beauregard-de-Terrasson se nomment les Beauregardiens.
L'évolution du nombre d'habitants est connue à travers les recensements de la population effectués dans la commune depuis 1793. Pour les communes de moins de 10 000 habitants, une enquête de recensement portant sur toute la population est réalisée tous les cinq ans, les populations de référence des années intermédiaires étant quant à elles estimées par interpolation ou extrapolation. Pour la commune, le premier recensement exhaustif entrant dans le cadre du nouveau dispositif a été réalisé en 2008.

En 2022, la commune comptait 706 habitants, en évolution de −1,4 % par rapport à 2016 (Dordogne : +0,37 %, France hors Mayotte : +2,11 %).
| 1793  | 1800  | 1806  | 1821  | 1831  | 1836  | 1841  | 1846  | 1851  |
| ----- | ----- | ----- | ----- | ----- | ----- | ----- | ----- | ----- |
| 1 020 | 1 068 | 1 053 | 1 235 | 1 315 | 1 263 | 1 268 | 1 347 | 1 312 |

| 1856  | 1861  | 1866  | 1872  | 1876  | 1881  | 1886  | 1891  | 1896  |
| ----- | ----- | ----- | ----- | ----- | ----- | ----- | ----- | ----- |
| 1 397 | 1 322 | 1 335 | 1 300 | 1 368 | 1 426 | 1 351 | 1 252 | 1 341 |

| 1901  | 1906 | 1911 | 1921 | 1926 | 1931 | 1936 | 1946 | 1954 |
| ----- | ---- | ---- | ---- | ---- | ---- | ---- | ---- | ---- |
| 1 288 | 587  | 555  | 532  | 498  | 467  | 445  | 414  | 379  |

| 1962 | 1968 | 1975 | 1982 | 1990 | 1999 | 2006 | 2008 | 2013 |
| ---- | ---- | ---- | ---- | ---- | ---- | ---- | ---- | ---- |
| 406  | 436  | 533  | 575  | 653  | 654  | 685  | 694  | 716  |

| 2018 | 2022 | - | - | - | - | - | - | - |
| ---- | ---- | - | - | - | - | - | - | - |
| 690  | 706  | - | - | - | - | - | - | - |

#### Remarque
Au début du XXe siècle, la brutale chute démographique s'explique par la séparation de Bersac qui devient une commune indépendante en 1906, commune qui prendra le nom de Le Lardin en 1922.

## Économie

### Emploi
En 2015, parmi la population communale comprise entre 15 et 64 ans, les actifs représentent 317 personnes, soit 43,5 % de la population municipale. Le nombre de chômeurs (quarante-quatre) a presque doublé par rapport à 2010 (vingt-quatre) et le taux de chômage de cette population active s'établit à 13,8 %.

### Établissements
Au 31 décembre 2015, la commune compte vingt-quatre établissements, dont treize au niveau des commerces, transports ou services, trois dans l'agriculture, la sylviculture ou la pêche, trois dans l'industrie, trois dans la construction, et deux relatifs au secteur administratif, à l'enseignement, à la santé ou à l'action sociale.

## Culture locale et patrimoine

### Lieux et monuments

#### Patrimoine civil
- Château de Bélet.
- Château de Mellet, XVIIe siècle, inscrit partiellement en 1990 au titre des monuments historiques pour les façades et toitures du château ainsi que des communs[68],[69].
- Ruines du château de la Potuderie[70].
- Ruines du château de Muratel[71], Muratellum en 1446[72].

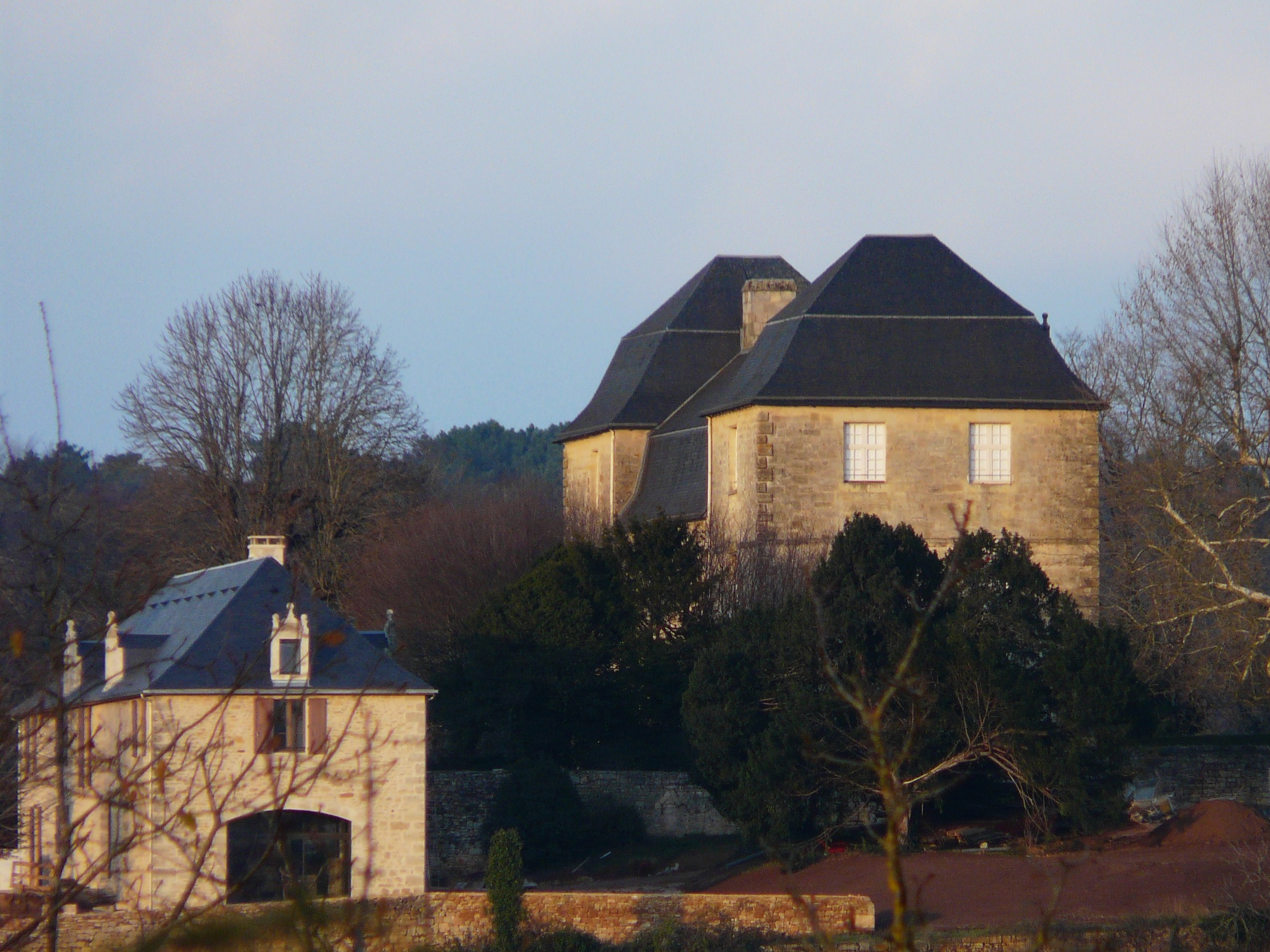
Le château de Mellet.
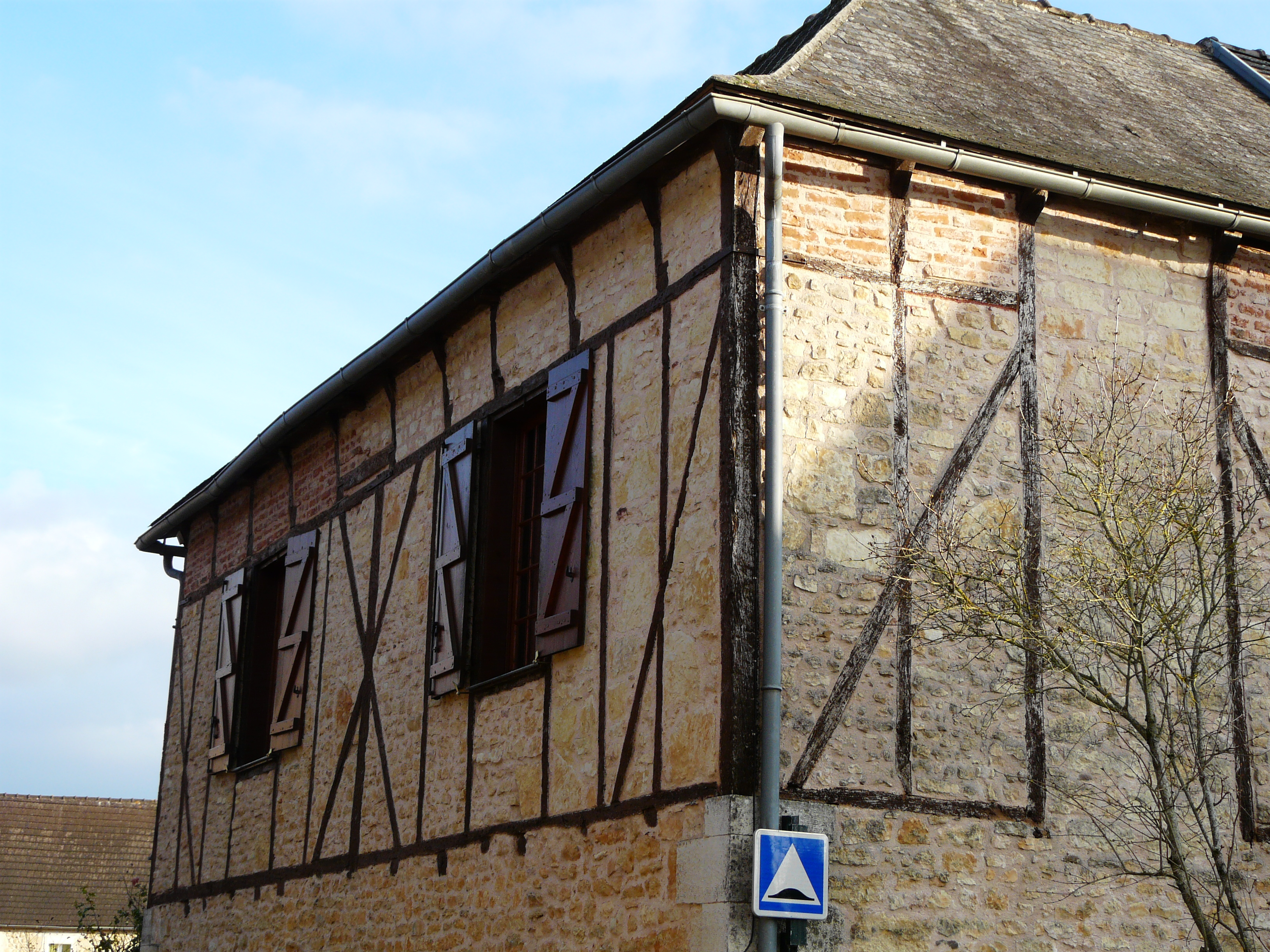
Maison à colombages dans le bourg.

#### Patrimoine religieux
- L'église Saint-Antoine fondée en 1309 par le vicomte de Limoges, Jean de Bretagne[73],[74], avec son clocher-peigne.
- La chapelle Saint-Roch[73].
- La chapelle privée de la famille Boissarie.

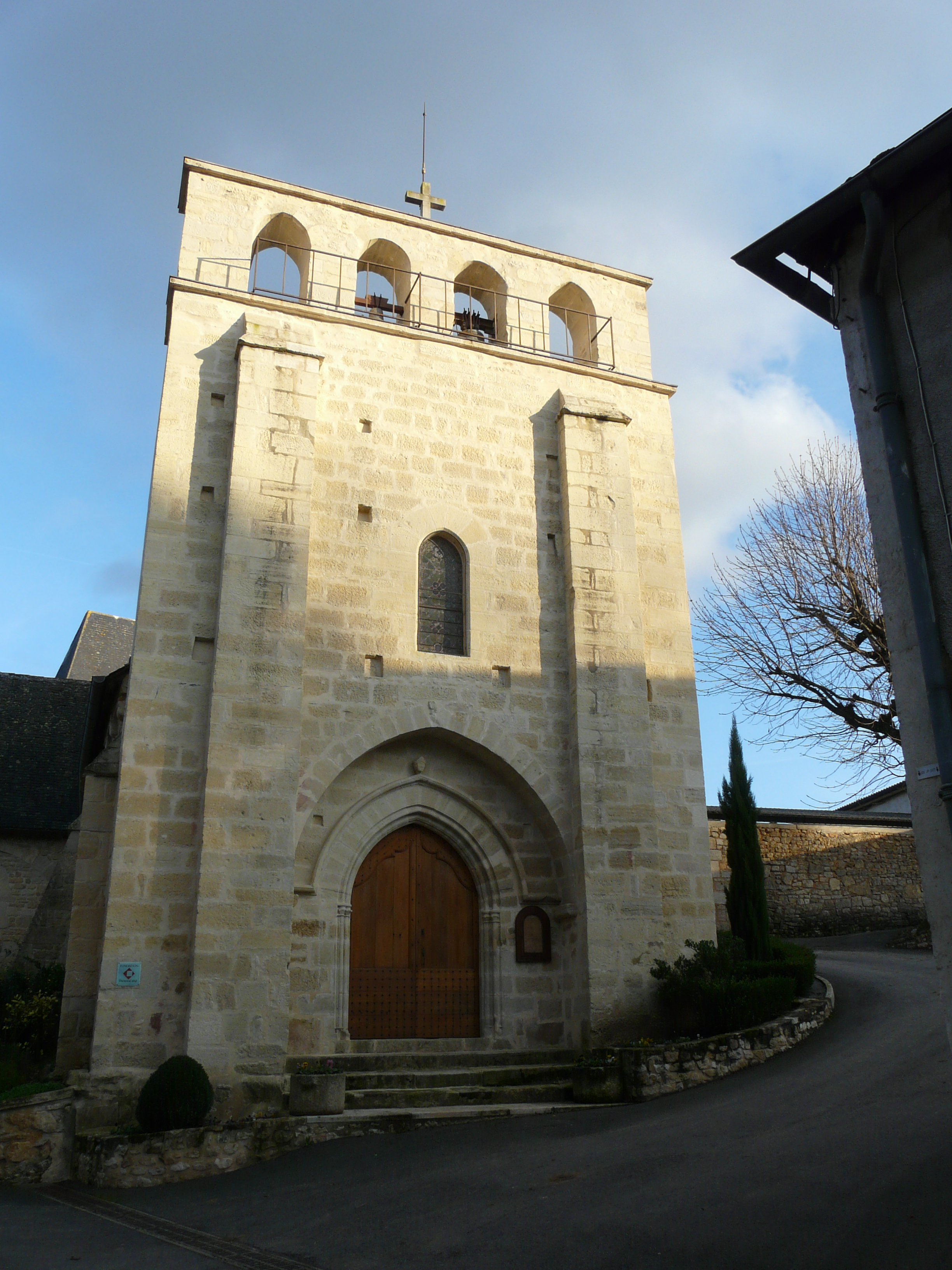
L'église Saint-Antoine.
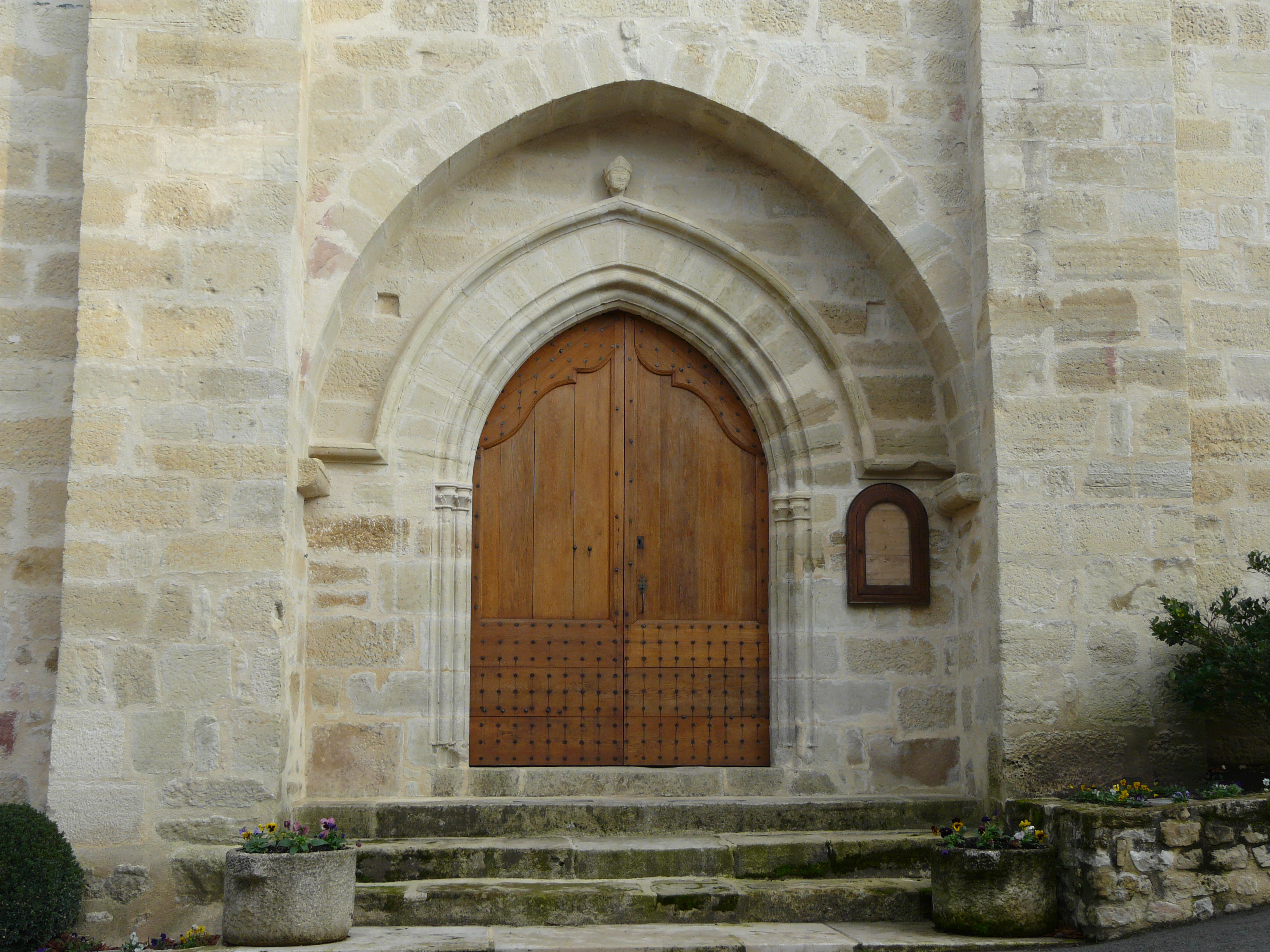
Son portail.
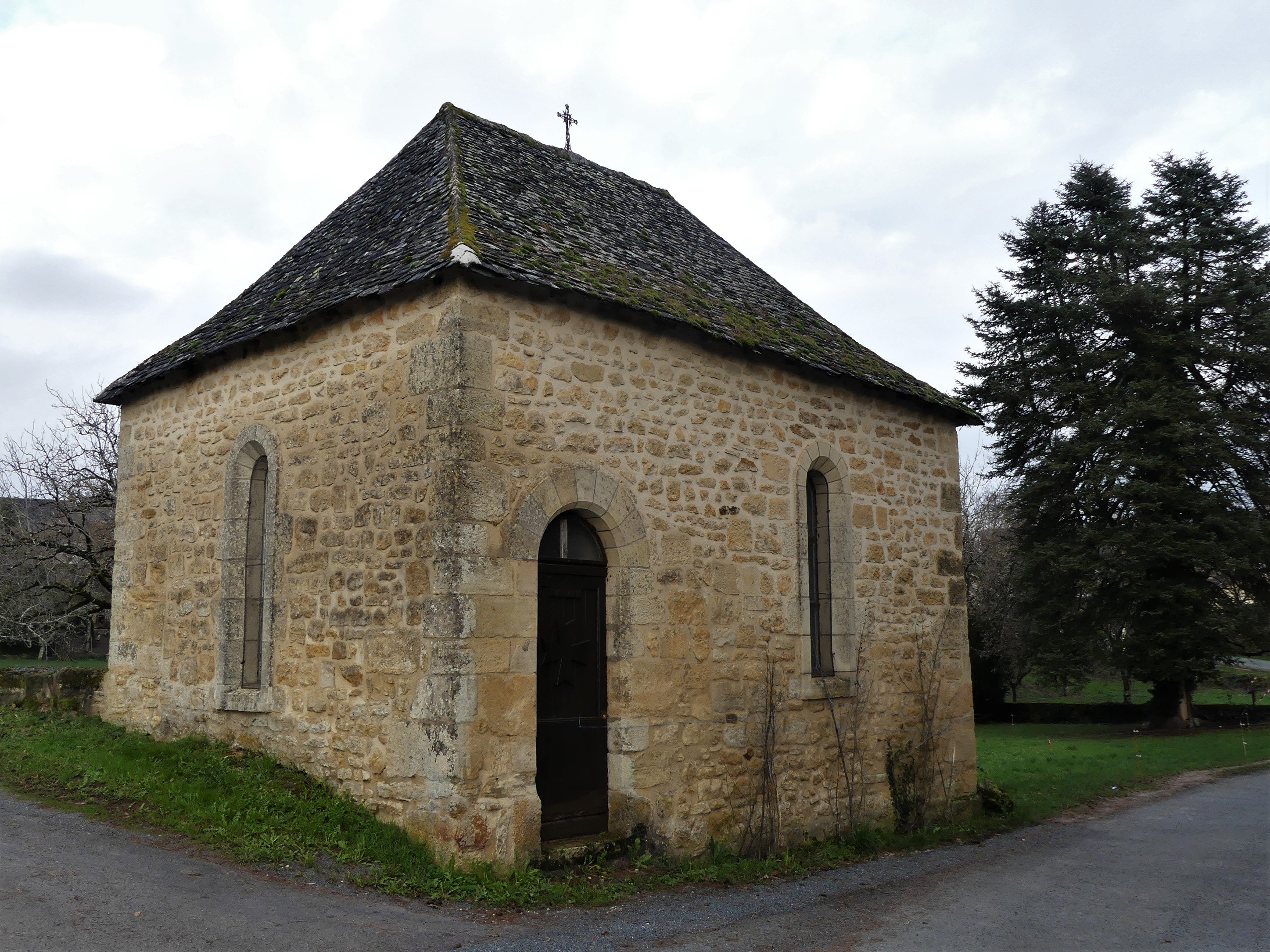
La chapelle Saint-Roch.
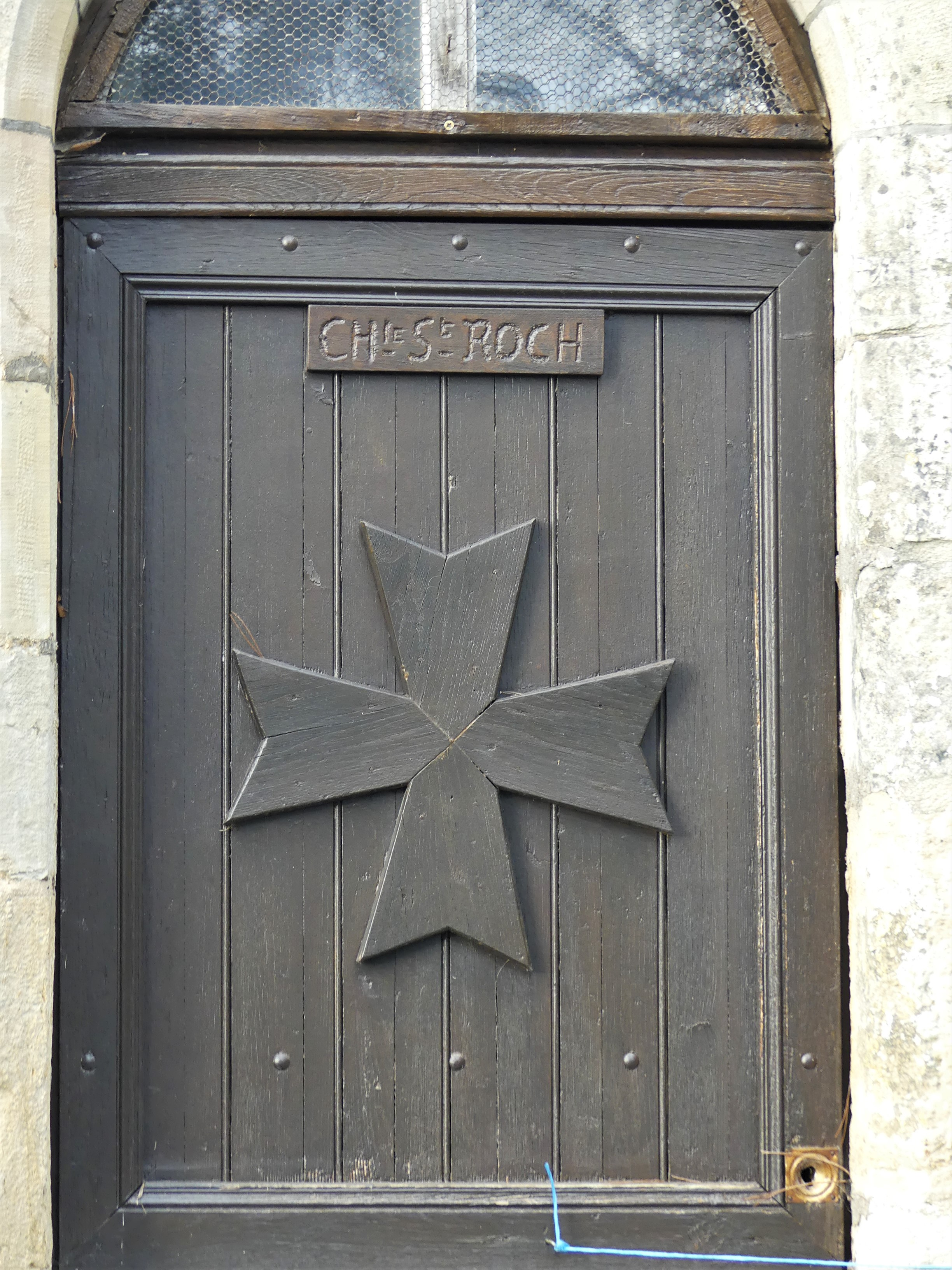
Croix de Malte sculptée sur la porte de la chapelle Saint-Roch.
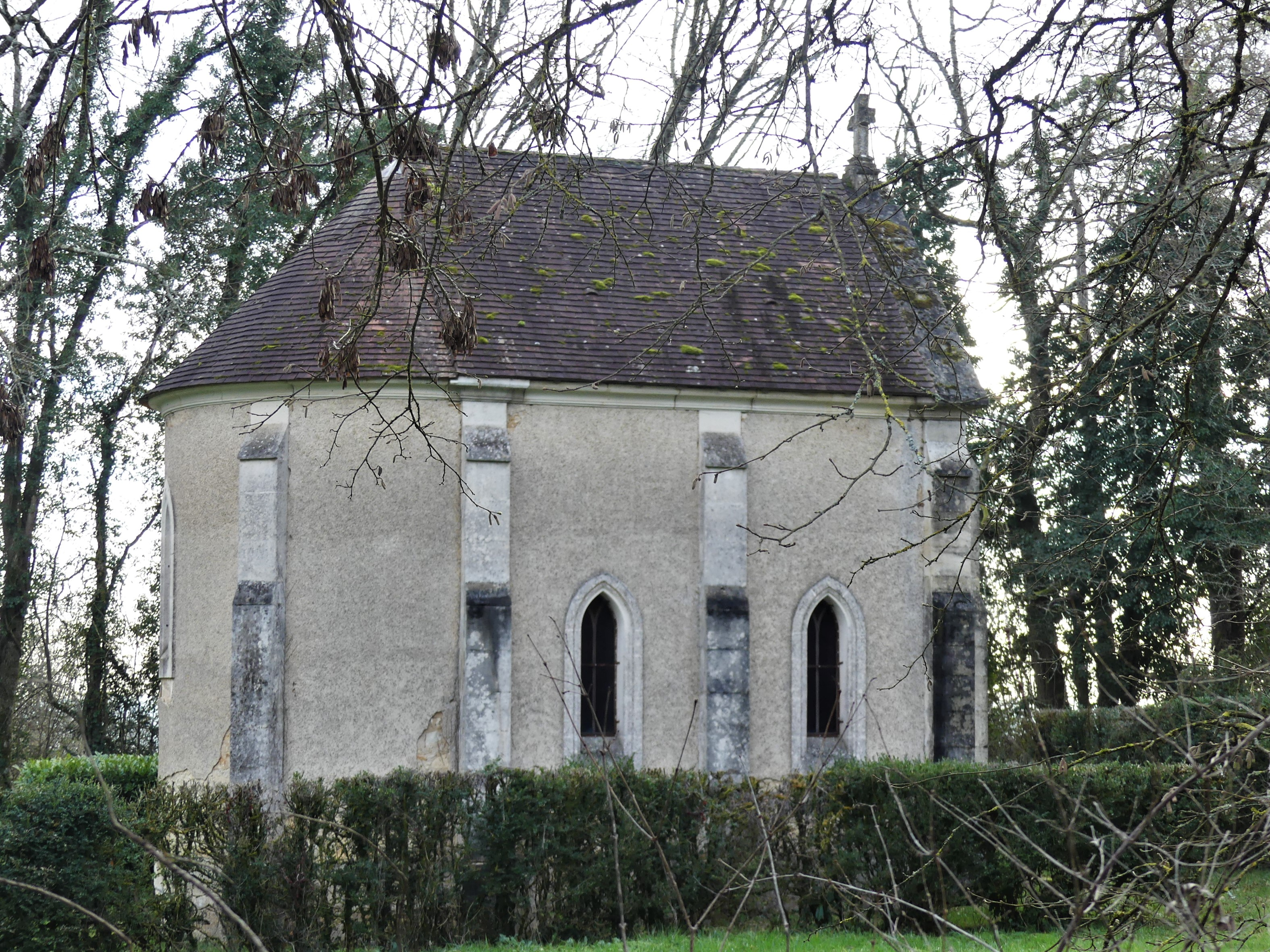
La chapelle privée de la famille Boissarie.

### Héraldique
| Blason de Beauregard-de-Terrasson | Blason  | De gueules à la croix pattée d'or ; sur le tout, d'azur au chevronnel alésé, sommé d'un oiseau stylisé becquetant une palme posée en bande et mouvant du chevronnel, et au croissant en pointe, le tout d'argent. Devise / CriVoir plus loin |
| Blason de Beauregard-de-Terrasson | Détails | Le statut officiel du blason reste à déterminer. |

## Pour approfondir